# Себастиан Курц
Себастиан Курц (на немски: Sebastian Kurz) е австрийски политик, канцлер на Австрия от 18 декември 2017 г. до 28 май 2019 г. и отново от 7 януари 2020 г. до 9 октомври 2021 г. През по-голямата част от службата си като канцлер той е най-младият ръководител на правителство в света. Стилът му на управление е смятан за активен и експедитивен от поддръжниците му, но и за несъдействащ и прибързан от противниците му.

## Биография
Роден е на 27 август 1986 г. във Виена, Австрия. Той става най-младият външен министър на Европа на 27-годишна възраст. През май 2017 г. става председател на Австрийската народна партия (ÖVP). След парламентарните избори през 2017 г. партията, под ръководството на Курц, си осигурява най-много места в Националния съвет. Курц е номиниран за канцлер от президента Александър ван дер Белен на 20 октомври 2017 г.
През своето управление Себастиан Курц многократно заявява, че Европейският съюз има нужда от по-основни реформи.

## Ранен живот и образование
Курц е роден във Виена като единствено дете на Йозеф и Елизабет Курц. Баща му е инженер, а майка му – учителка. Курц завършва задължителната военна служба. През 2005 г. започва да следва право във Виенския университет, но по-късно се отказва, за да се фокусира върху политическата си кариера.